# Kamayagoundanpatti
Kamayagoundanpatti es una ciudad y nagar Panchayat situada en el distrito de Theni en el estado de Tamil Nadu (India). Su población es de 16134 habitantes (2011). Se encuentra a 40 km de Theni.

## Demografía
Según el censo de 2011 la población de Kamayagoundanpatti era de 16134 habitantes, de los cuales 7838 eran hombres y 8296 eran mujeres. Kamayagoundanpatti tiene una tasa media de alfabetización del 76,22%, superior a la media estatal del 80,09%: la alfabetización masculina es del 84,52%, y la alfabetización femenina del 68,49%.